# Scundu
Scundu – wieś w Rumunii, w okręgu Vâlcea, w gminie Scundu. W 2011 roku liczyła 548 mieszkańców.